# أنقولية طولى
أنقولية طولى (الاسم العلمي: Aquilegia longissima) هي نوع من النباتات تتبع جنس الأنقولية من الفصيلة الحوذانية.